# Ramón Luis Rivera Cruz
Ramón Luis Rivera Cruz (nacido el 3 de febrero de 1956) es un político puertorriqueño afiliado al Partido Nuevo Progresista. Es el actual alcalde de Bayamón, anteriormente Rivera sirvió como miembro del Senado de Puerto Rico por el Distrito de Bayamón de 1993 a 2000. Ha prevalecido cómodamente en todas las elecciones desde entonces. 

## Primeros años de vida
Ramón Luis Rivera Cruz nació el 3 de febrero de 1956. Es el primogénito de 5 hermanos, hijo de Ramón Luis Rivera y Angélica Cruz. Ramón Luis Rivera Cruz asistió al Colegio Santo Domingo y a la Escuela Papa Juan XXIII para la escuela primaria y secundaria, respectivamente. Posteriormente continuó estudios superiores en la Universidad de Puerto Rico en Bayamón, donde obtuvo un Bachillerato en Administración de Empresas y continuó estudios en la “ American University”, Recinto de Bayamón. En 1994 Ramón Luis Rivera Cruz contrajo matrimonio con Narel Waleska Colón y procrearon dos hijos: Ramón Luis III y André Efraín.

## Carrera política
En 1980, comenzó su carrera política como director de campaña de su padre, Ramón Luis Rivera, el entonces alcalde de Bayamón quien buscaba la reelección. Fue elegido senador del distrito de Bayamón en 1992 y reelegido nuevamente en 1996. 
Durante su estancia en el Senado fue presidente de diferentes comisiones. Entre ellos, la Comisión de Urbanismo e Infraestructura, la Comisión de Ética, la Comisión de Juventud y la Comisión de Recreación y Deportes.
Además, fungió como vicepresidente de la Comisión de Hacienda y fue miembro activo de tres comisiones del Senado, relacionadas con asuntos gubernamentales, federales, salud, bienestar social y seguridad pública.
Para las elecciones del 2000 se postuló para la alcaldía de Bayamón. Desde entonces, ha logrado el favor del pueblo y se desempeña como alcalde de la ciudad de Bayamón. El apoyo ciudadano a la gestión de Ramón Luis Rivera Cruz ha ido en aumento elección tras elección ganando las últimas dos por más del 75% de los votos. 
Como alcalde, se ha destacado por su destreza administrativa reconocida a nivel estatal y federal. Desde que asumió la rienda de la ciudad la ha mantenido con presupuestos balanceados, superávits y efectividad administrativa. Ha impulsado numerosas iniciativas y proyectos que han beneficiado a todos los sectores de Bayamón, posicionando la ciudad como líder en su campo; creando programas sociales para personas sin hogar (Nuevo Amanecer), jóvenes embarazadas (Proyecto Nacer), para personas de la tercera edad y paciente de VIH.
También el alcalde Rivera Cruz ha fomentado las Artes mediante la instauración de iniciativas educativas que incluyen la Escuela de Bellas Artes, el Museo de Arte de Bayamón y el Espacio Emergente así como la reestructuración del Museo de Arte Francisco Oller. Parte integral de su trabajo cultural incluye el proyecto de Casitas de Artistas Residentes en la calle Barbosa.  
Además Rivera Cruz ha desarrollado programas que incluyen el Plan de Rehabilitación Integral del Casco Urbano y el de Reforestación y Mitigación Ambiental. Tal es el caso del Paseo Lineal Río Bayamón; el cual fue galardonado en 2005 por “The International Awards for Liveable Communities” en España. Igualmente, podemos incluir en esta breve reseña el Centro de Vigilancia Electrónica, el Centro de Tecnología Engine 4, Ciudad Ensueño, Ciudad Dorada, complejos deportivos y proyectos de energía solar entre otros.
En el área administrativa bajo su incumbencia el Municipio comenzó un plan para liquidar la deuda pública municipal; iniciativa que ya ha logrado reducir sustancialmente la deuda. Se espera su liquidación total para el 2027.
En 2020-21 el alcalde fue designado por el gobernador Pedro R. Pierluisi Urrutia, para presidir su comité de transición y en el 2024-25, la gobernadora Jenniffer González Colón le dio la misma encomienda.
Actualmente, Ramón Luis Rivera Cruz es miembro de la Junta de Financiamiento Municipal así como de la Junta del Centro de Recaudación de Ingresos Municipales (CRIM). Desde ambas corporaciones aporta sus conocimientos y vasta experiencia administrativa en beneficio de los demás municipios de Puerto Rico.
En reconocimiento a su trayectoria como servidor público el  23 de junio de 2023, la Universidad Central de Bayamón le otorgó un doctorado honoris causa en humanidades.